# 関忠亮
関 忠亮（せき ただあきら、1915年2月8日 - 1994年）は、日本の声楽家(バス歌手)、作曲家。二期会会員。

## 経歴
1915年（大正4年）父 関厳二郎（美術評論家。雅号 "関如来"）、母 トヨの子として東京府に生まれる。

## 親族
姉は声楽家でうたごえ運動創始者の関鑑子。

## 作品
- 江森盛弥作詞、関忠亮作曲「晴れた五月」（1945年12月）- メーデー歌
- ぬやまひろし作詞、関忠亮作曲「若者よ」（1948年）
- 壺井繁治作詞、関忠亮作曲「玉野市歌」（1950年8月3日制定）[3]
- 門倉訣作詞、関忠亮作曲「桑ばたけ」（1956年）- 砂川闘争から生まれた歌
- レフ・オシャーニン作詞、関忠亮日本語訳詞、アレクサンドラ・パフムートワ作曲「心さわぐ青春の歌」（1958年）
- 映画『ドレイ工場』（1968年）の音楽[4]
- ロイド・ストーン作詞（原題「This is my song」）、関忠亮訳詞、ジャン・シベリウス作曲「フィンランディア讃歌」